# أولا إليزابيث وينسلو
أولا إليزابيث وينسلو (بالإنجليزية: Ola Elizabeth Winslow)‏ هي أستاذة جامعية وكاتِبة ومؤرخة ومؤلفة أمريكية، ولدت في 5 يناير 1885 في ميزوري في الولايات المتحدة، وتوفيت في 27 سبتمبر 1977 في مين في الولايات المتحدة.